# فانتامینا
فانتامینا (به انگلیسی: Fantomina) یا عشق در پیچ و خم، یک رمان توسط الیزا هیوود منتشر شده در سال ١٧٢٥ است. داستان فانتامینا در ظاهر به یک رویای جنسی زنانه شبیه است ولی در اصل هم به نحوه رفتار مردان متمول و اشراف شهر اعتراض می‌کند و هم رفتار تسلیم طلبانه زن‌ها را مورد پرسش قرار می‌دهد. فانتامینا بیشتر از همه به واکنش خنثای زنان اعتراض می‌کند که تنها وسیله سنتی شان برای نگهداری یک رابطه چیزی نیست جز: «اشک و گله، ناله و زاری»
این قهرمان داستان‌های عشقی بر عکس زنان روزگارش، که منتظر شاهزاده سوار بر اسب سفید هستند تا آن‌ها را از چنگال تنهایی نجات دهند رفتار می‌کند. فانتامینا به خودش اجازه می‌دهد که با تدبیر مستقل و متفاوت، معشوقش را هر طور شده حفظ کند.
عمل جسورانه فانتامینا در قرن ۱۸ میلادی، شبیه یک سرزنش بزرگ است که در طی آن، همه زن‌ها را دعوت به در پیش گرفتن روش خودش می‌کند: « آه‌ای زن‌های به فراموشی سپرده شده، بیایید روش من را بکار ببرید» .

## طرح داستان
| خطر لوث‌شدن: آنچه در زیر می‌آید ممکن است قضیه یا پایان داستان را لو دهد! |

فانتامینا، قهرمان داستان عاشقانه خانم هی‌وود، سه بار شکل ظاهری‌اش را تغییر می‌دهد و در قالب سه زن مختلف نقش بازی می‌کند تا بتواند قادر باشد معشوقه دل‌خواهش را برای خود حفظ کند. فانتامینا دختر یک نجیب زاده شهرستانی متمول است و مدتی‌ست در خانهٔ یک خانم مسن از خویشانش در شهری بزرگ زندگی می‌کند. موقعیت مساعد مالی به او اجازه می‌دهد که در محافل و مراکزی که اشراف شهر، اوفات فراغت خود را سپری می‌کنند حضور داشته باشد. فانتامینای موقر، شبی در تئاتر مرکزی شهر متوجه خانم‌های شاد و جذابی می‌شود که با لوندی تمام توجه اکثر مردان سالن را به خود جلب کرده‌اند. مرد جوانی که فانتامینا یک بار در محفلی جدی با او گفتگوی کوتاهی کرده بود و از آن پس نظرش به سمت او جلب شده بود نیز در بین علاقه‌مندان به آن زنان درون تئاتر مرکزی شهر قرار دارد. فانتامینا تصمیم می‌گیرد که در اولین فرصت به هیبت خانم‌های کذایی در بیاید تا بتواند از این راه جوان مورد علاقه‌اش را به خود جلب کند. شب بعد در سالن شلوغ تئاتر مرکزی، فانتامینا در نقش زن‌های آن‌چنانی، ولی جذاب‌تر و شیک‌تر از بقیه ـ بخصوص که زن جدیدی است ـ توجه اکثریت مردان و از جمله مرد دل‌خواهش را نیز معطوف خود می‌کند. فانتامینا در پایان نقش اول خود عشق مرد را به چنگ آورده‌است. فانتامینا می‌داند که نباید به مردها اطمینان کرد پس:
"برای خودش محفوظ می‌کند تدبیری را که هیچ زنی به فکرش نخواهد رسید". قهرمان جسور خانم هی‌وود اصلاً به معشوقه‌اش فرصت نمی‌دهد که رابطهٔ آتشین بین آن‌ها سرد گردد و پیش از آن‌که مرد دل‌خواهش هوس آغاز یک رابطه دیگر را در سر بپروراند، خود او در هیبت زن جذاب جدیدی او را اغوا می‌کند. فانتامینا زن خیانتکاری نیست و در حقیقت همیشه پایبند به مرد دل‌خواهش می‌ماند. اعمال او فقط برای نگهداری عشقی است که به او دارد. فانتامینا در واکنش به زنانی که تسلیم وضعیت پر از اجحاف مردسالارانه می‌شوند پا را فراتر گذاشته و اعلام می‌کند که با شیوه‌ای که برای حفظ معشوقه‌اش خلق کرده:
"معشوقه‌اش را که به خیال خود در خفا با زن دیگری‌ست دست انداخته است".

## ژانر و سبک
تکنیک‌هایی که « الیزا هیوود» در فانتامینا به کار می‌برد در نوع خود سنت‌شکنی را تمرین می‌کرد که پیش از آن سابقه نداشت. ادبیات داستانی و رمان‌نویسی در زمانی که داستان عاشقانه فانتامینا به چاپ رسید، سال ۱۷۲۴، هنوز سال‌ها از خلق داستان‌های رئالیستی که ساموئل ریچاردسون با داستان «پاملا» در ادبیات انگلیسی پایه‌گذاری کرد دور بود. داستان‌های نوشته شده قبل و هم‌زمان این نویسنده، معمولاً به فانتزی نزدیک بود؛ قهرمانان معمولاً شاهان، درباریان و شوالیه‌ها بودند و ماجراهای آن‌ها، معمولاً داستان‌های بی‌سر و ته‌ای مملو از جادو و حوادث غیرقابل باور با سر انجام‌های یک‌نواخت بودند.
نویسنده داستان فانتامینا با قرار دادن قهرمان زن قصه، در نقش تصمیم‌گیرنده و کسی که کنترل‌کننده حوادث و ماجراهای ایجاد شده ناشی از تصمیم مستقل یک زن است، در حقیقت نقش همیشگی یک مرد را به فانتامینا می‌دهد. این موضوع، داستان را به یک متن تابو شکن در عین رئال بودن، تبدیل کرده‌است.